# MTNR1B
MTNR1B (англ. Melatonin receptor 1B) – білок, який кодується однойменним геном, розташованим у людей на короткому плечі 11-ї хромосоми. Довжина поліпептидного ланцюга білка становить 362 амінокислот, а молекулярна маса — 40 188.
| 10         |  | 20         |  | 30         |  | 40         |  | 50         |
| ---------- |  | ---------- |  | ---------- |  | ---------- |  | ---------- |
| MSENGSFANC |  | CEAGGWAVRP |  | GWSGAGSARP |  | SRTPRPPWVA |  | PALSAVLIVT |
| TAVDVVGNLL |  | VILSVLRNRK |  | LRNAGNLFLV |  | SLALADLVVA |  | FYPYPLILVA |
| IFYDGWALGE |  | EHCKASAFVM |  | GLSVIGSVFN |  | ITAIAINRYC |  | YICHSMAYHR |
| IYRRWHTPLH |  | ICLIWLLTVV |  | ALLPNFFVGS |  | LEYDPRIYSC |  | TFIQTASTQY |
| TAAVVVIHFL |  | LPIAVVSFCY |  | LRIWVLVLQA |  | RRKAKPESRL |  | CLKPSDLRSF |
| LTMFVVFVIF |  | AICWAPLNCI |  | GLAVAINPQE |  | MAPQIPEGLF |  | VTSYLLAYFN |
| SCLNAIVYGL |  | LNQNFRREYK |  | RILLALWNPR |  | HCIQDASKGS |  | HAEGLQSPAP |
| PIIGVQHQAD |  | AL         |  |            |  |            |  |            |

A: Аланін

C: Цистеїн

D: Аспарагінова кислота

E: Глутамінова кислота

F: Фенілаланін

G: Гліцин

H: Гістидин

I: Ізолейцин

K: Лізин

L: Лейцин

M: Метіонін

N: Аспарагін

P: Пролін

Q: Глутамін

R: Аргінін

S: Серин

T: Треонін

V: Валін

W: Триптофан

Кодований геном білок за функціями належить до рецепторів, g-білокспряжених рецепторів, білків внутрішньоклітинного сигналінгу. 
Локалізований у клітинній мембрані, мембрані.